# 上毛町立上毛中学校
上毛町立上毛中学校（こうげちょうりつ こうげちゅうがっこう）は、福岡県築上郡上毛町下唐原に位置する公立の中学校。

## 概要
歴史
1969年（昭和44年）に中学校2校（友枝・東部）が統合の上、創立。現校名となったのは2012年（平成24年）。2024年（令和6年）に創立55周年を迎えた。
校訓
「至誠」
校章
学問を表すペン先、柏の葉、左三つ巴紋を組み合わせたものを背景にして、中央に「中」の文字を配している。
校歌
作詞は吉本弘、作曲は森完二による。歌詞は3番まであり、各番の歌詞中に校名の「上毛中学校」が登場する。
通学区域
* 上毛町立南吉富小学校区
* 上毛町立西吉富小学校区
* 上毛町立友枝小学校区
* 上毛町立唐原小学校区。

## 沿革
旧・友枝中学校
- 1919年（大正8年）- 友枝村内の尋常高等小学校3校（友枝・東上・西友枝）に農業補習学校が併置される。
- 1926年（大正15年）- 上記の農業補習学校が統合の上、「青年訓練所充当 友枝村立友枝農業補習学校」となる。
- 1927年（昭和2年）- 女子部が友枝実科女学校となり、その教育を吉富実科女学校に委託。
- 1935年（昭和10年）- 青年学校令施行により、「友枝村立実業青年学校」に改称。
- 1940年（昭和15年）- 「友枝村立高等実業青年学校」に改称。
- 1941年（昭和16年）- 友枝村立高等家政女学校が設立される。東下奥屋敷1512番地に青年学校の独立校舎が完成。
- 1947年（昭和22年）
  - 4月1日 - 学制改革（六・三制の実施）により、友枝村内の国民学校3校（友枝・東上・西友枝）の高等科が、青年学校普通科とともに、新制中学校「友枝村立友枝中学校」に改組・改称。初代校長は中山鷹三。生徒数208名、5学級、職員数13名でのスタート。校訓は「至誠」。
  - 4月16日 - 開校式を挙行。後援会が発足。
- 1948年（昭和23年）3月31日 - 青年学校・家政女学校が廃止される。この年、校舎（3教室）を増築（第一期工事）。
- 1949年（昭和24年）- 第二期工事（普通教室・特別教室）が完了。学校林を設定。
- 1950年（昭和25年）- 校旗・校歌・生徒会歌を制定。
  - 校歌 - 作詞は吉本弘、作曲は森完二による。歌詞は3番まであり、各番に校名の「友枝中学」が登場する。
  - 生徒会歌 - 作詞は島田芳文、作曲は宮崎昇による。歌詞は4番まである。
- 1953年（昭和28年）- 第三期工事（特別教室）が完了。
- 1954年（昭和29年）- 図書館を整備。
- 1955年（昭和30年）4月1日 - 2村（友枝・唐原）合併により、「大平村立友枝中学校」に改称。この年、第四期工事（特別教室）が完了。
- 1957年（昭和32年）- 同窓会が発足。
- 1959年（昭和34年）- 完全給食を開始。
- 1966年（昭和41年）4月1日 - 特殊学級を設置。
- 1968年（昭和43年）- 豪雪により、校舎が被害を受ける。
- 1969年（昭和44年）4月1日 - 「築上東中学校 南分教場」が併設される。ただし友枝中学校は1968年（昭和43年）4月入学者が卒業するまでの間、存続。
- 1971年（昭和46年）3月31日 -  最後の卒業生を送り出し、友枝中学校は閉校。

旧・東部中学校
- 1921年（大正10年）- 唐原尋常高等小学校に「唐原村立唐原農業補習学校」が併置される。
- 1926年（大正15年）- 青年訓練所充当となる。
- 1935年（昭和10年）- 青年学校令施行により、「唐原村立唐原農業青年学校」に改称。
- 1942年（昭和17年）- 築城郡3村（唐原・南吉富・西吉富）で学校組合を組織の上、南吉富村宇野1123番地に「南吉富村外二ヶ村学校組合立 築上東部高等青年学校」が開校。これにより、唐原農業青年学校は廃止される。
- 1947年（昭和22年）
  - 4月1日 - 学制改革（六・三制の実施）により、3村（唐原・南吉富・西吉富）内の国民学校高等科が、青年学校普通科とともに「南吉富村外二ヶ村中学校組合立 東部中学校」に改組・改称。初代校長は加治勇。
  - 4月15日 - 吉富高等女学校にて開校式を挙行。
- 1948年（昭和23年）
  - 3月31日 - 青年学校が廃止される。
  - この年 - 青年学校校舎および南吉富小学校校舎を「第一仮校舎」、吉富高等女学校校舎を「第二仮校舎」、宇野地区稚蚕飼育所を「第三仮校舎」とし、分散授業を実施。
- 1949年（昭和24年）- 南吉富村垂水890番地に木造新校舎2棟が完成し、全校生徒を収容。分散授業を終了。
- 1950年（昭和25年）- 校歌を制定。作詞は四家則雄、作曲は森完二による。歌詞は4番まである。
- 1951年（昭和26年）- 学校林を設定。
- 1954年（昭和29年）- 校旗を制定。
- 1955年（昭和30年）
  - 3月1日 - 2村（南吉富・西吉富）が合併の上、新吉富村が発足。
  - 4月1日 - 2村（唐原・友枝）が合併の上、大平村が発足。これにより、「新吉富村外一ヶ村中学校組合立 東部中学校」に改称。
- 1956年（昭和31年）- 特別教室棟が完成。
- 1959年（昭和34年）- 完全給食を開始。
- 1968年（昭和43年）- 生牛乳給食を開始。明治百年記念式典を挙行。
- 1969年（昭和44年）4月1日 - 「築上東中学校 北分教場」が併設される。ただし東部中学校は1968年（昭和43年）4月入学者が卒業するまでの間、存続。
- 1971年（昭和46年）3月31日 -  最後の卒業生を送り出し、東部中学校は閉校。

統合・築上東中学校・上毛中学校
- 1969年（昭和44年）4月1日 - 「新吉富村外一ヶ村中学校組合立 築上東中学校」が発足。
  - 大平村立友枝中学校に「南分教場」を併設。
  - 新吉富村外一ヶ村中学校組合立 東部中学校に「北分教場」を併設。
- 1971年（昭和46年）
  - 3月31日 - 大平村立友枝中学校と新吉富村外一ヶ村中学校組合立東部中学校が廃止される。分教場は統合校舎完成までの間、南北ともに存続。
  - 4月1日 - 初代校長に万田淳が就任。
  - この年 - 陸上自衛隊による新校地の整地が完了。
- 1972年（昭和47年）6月 - 新校舎（第一期工事）が完成したため、北分教場の生徒を収容。北分教場を廃止。
- 1973年（昭和48年）3月 - 新校舎（第二期工事）が完成したため、南分教場の生徒を収容。南分教場を廃止。
- 1974年（昭和49年）1月 - 体育館が完成。
- 1979年（昭和54年）
  - 4月 - 柔剣道場が完成。
  - 11月 - テニスコートが完成。
- 1991年（平成3年）9月 - コンピュータ室を設置。
- 1993年（平成5年）4月 - PTA総会で、女子夏服の制定および男子の長髪が承認される。
- 1995年（平成7年）11月 - 校舎を改築。
- 2005年（平成17年）10月11日 - 2村（新吉富・大平）合併により、「上毛町立築上東中学校」に改称。
- 2009年（平成21年）11月 - 校舎の耐震工事を完了。
- 2011年（平成23年）2月 - 新体育館・武道場が完成。
- 2012年（平成24年）4月1日 - 「上毛町立上毛中学校」（現校名）に改称。
- 2013年（平成25年）3月 - 太陽光発電装置を設置。
- 2015年（平成27年）
  - 3月 - グラウンドの改修工事が完成。
  - 9月 - 体育館・武道場天井の耐震工事が完了。

## 交通アクセス
最寄りの幹線道路
- 国道10号
- 福岡県道225号野地塔田線
- 東九州自動車道 「上毛スマートIC」

## 周辺
- 上毛町立大平保育所
- 唐原山城跡 第一水門
- 下唐原甚吾久保遺跡
- 桑野池

## 参考資料
- 「大平村誌」（1986年（昭和61年）3月31日発行, 大平村）p.310～p.312（友枝小学校 沿革）, p.312～p.314（西友枝小学校 沿革）,p.314～p.316（東上小学校 沿革）,p.322～p.327（中学校 沿革）, p.328～p.329（青年学校 沿革）